# Where You Stand (canción)
«Where You Stand», es una canción de la banda escocesa Travis. Fue escrita por Dougie Payne, Francis Healy y Holly Partridge. Es el primer sencillo de Where You Stand, el séptimo álbum de la banda. Fue lanzado el 30 de abril de 2013.

## Video musical
El video musical de la canción fue lanzado en Youtube el 30 de abril de 2013. El video fue dirigido por Blair Young, Fran Healy y David Liddell.

## Personal
- Francis Healy: voz, guitarra
- Douglas Payne: bajo eléctrico
- Andy Dunlop: guitarra
- Neil Primrose: batería